# Jerusalembrücke (Südbrücke)
Die Jerusalembrücke (Südbrücke) ist eine von zwei Brücken, die in Magdeburg die Elbe bei Stromkilometer 327,7 überspannen und unter anderem die Bundesstraße 1 überführen. Die erste, die Königsbrücke, wurde 1903 in Betrieb genommen. Die heutige Konstruktion der Bogenbrücke stammt aus dem Jahr 1952 und dient mit zwei Fahrstreifen dem Kraftfahrzeugverkehr in Richtung Osten. Außerdem wird eine zweigleisige Straßenbahnstrecke der Linie 5 sowie ein Geh- und Radweg überführt.

## Geschichte
Der stark wachsende Verkehr über die Strombrücke führte Anfang des 20. Jahrhunderts, nach mehreren Variantenuntersuchungen, zum Bau von zwei weiteren Elbübergängen in Magdeburg. Dies waren die Südbrücke und der Nordbrückenzug, bestehend aus der Nordbrücke über die Stromelbe und der Herrenkrugbrücke über die Alte Elbe. Der Bau der Brücke wurde am 9. November 1899 von der Magdeburger Stadtverordnetenversammlung beschlossen. Am 15. Juni 1900 begannen die Bauarbeiten. Der Brückenüberbau bestand aus einem stählernen Bogen mit einer Weite von rund 135 m. An diesen schloss sich beidseitig ein Betongewölbe mit 28,5 m Stützweite für eine Flutöffnung an, das eine Uferstraße überbrückte. Den Übergang zwischen der Strom- und Vorlandbrücke bildeten an jedem Ufer die Strompfeiler, die Widerlager des Stahlbogens waren und mit im romanischen Stil gestalteten Turmbauten bebaut wurden. Die Strompfeiler wurden mit Caissons auf Fels in einer Tiefe von 13,0 m unter dem höchsten Hochwasser gegründet. Der Bogen der Hauptbrücke bestand aus zwei Fachwerkträgern, die im Abstand von 11 m angeordnet waren. An diesen war die Fahrbahnplatte über 1,3 m hohe Querträger mit Hängern im Abstand von 7,5 m aufgehängt. In Brückenlängsrichtung war der Zweigelenkbogen das Bauwerkssystem. Zur Herstellung des Brückenüberbaus wurde ein großes Montagegerüst aus Holz in die Elbe gebaut, das zwei Öffnungen mit 26,0 m lichter Weite für die Schifffahrt aufwies. 

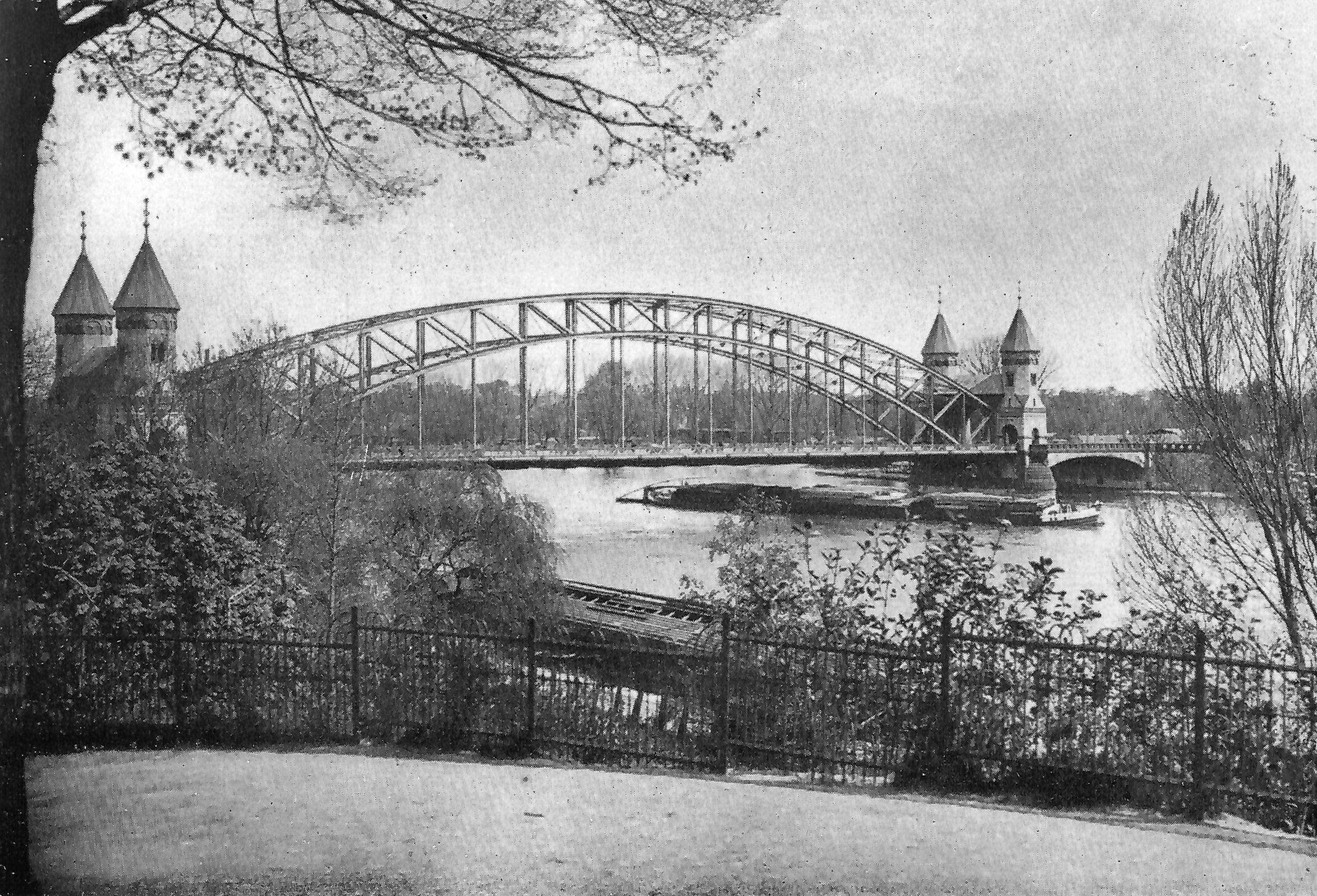
Hindenburgbrücke in den 1920er Jahren

Ab dem 15. März 1903 durfte das Bauwerk schon von Fußgängern benutzt werden, die feierliche Einweihung mit dem Namen Königsbrücke fand am 4. Mai 1903 statt. Die insgesamt rund 200 m lange und 18,0 m breite Brückenkonstruktion besaß eine 9,5 m breite Fahrbahn, die auch zwei Gleise einer Straßenbahnstrecke aufnahm. Zusätzlich waren beidseitig 3,2 m breite Gehwege angeordnet. Die Baukosten für das gesamte Bauwerk betrugen 1,4 Millionen Mark. Im September 1927 wurde die Brücke in Hindenburgbrücke umbenannt. Am 18. April 1945 sprengten deutsche Truppen das Bauwerk und zerstörten es nachhaltig.

### Wilhelm-Pieck-Brücke 1952
In den Jahren 1947 bis 1952 folgte der Wiederaufbau der Brücke auf den vorhandenen Strompfeilern. Dazu wurden die zwischengelagerten Teile des geplanten Neubaus der Strombrücke von 1938 verwendet, die 1939 angeliefert, aber nicht mehr verwendet wurden. Auch bei dieser 24 m breiten Brücke ist das Bauwerkssystem in Brückenlängsrichtung der Zweigelenkbogen mit abgehängter Fahrbahn. Allerdings besteht der 20,1 m hohe Bogen aus zwei Kastenquerschnitten mit genieteten Montagestößen. Die beidseitigen Flutöffnungen wurden mit zweifeldrigen Stahlbetonplattenbrücken überspannt. Am 30. September 1952 wurde die rund 210 m lange Brücke, der erste Brückenneubau der DDR, als Wilhelm-Pieck-Brücke dem Verkehr übergeben.
Aufgrund des stark gewachsenen Straßenverkehrs begann 1994 stromabwärts der Neubau einer weiteren Elbebrücke, der Jerusalembrücke (Nordbrücke) für den westlichen Richtungsverkehr. Nach der Fertigstellung der neuen, nördlich gelegenen Jerusalembrücke erfuhr das Bauwerk von Januar 1997 bis Oktober 1998 eine Generalinstandsetzung. Dabei wurde unter anderem die komplette Fahrbahnplatte ausgetauscht und im Fahrbahnbereich eine 32 cm dicke Stahlbetonplatte eingebaut, die von Längsträgern im Abstand von rund 4,0 m getragen wird. Die beidseitigen Geh- und Radwege wurden mit einer orthotropen Fahrbahnplatte aus Stahl ausgerüstet. Neue Vorlandbrücken, dreistegige Plattenbalken mit 1,0 m Konstruktionshöhe, ersetzten außerdem die alten Bauwerke von 1952.
Seit 1998 heißt das Bauwerk, wie die benachbarte neue Brücke, Jerusalembrücke. Die Brücke überführt nur noch den Straßenverkehr in Richtung Herrenkrug sowie in beiden Richtungen die Straßenbahnen der Linie 5.